# Spilarctia irina
Spilarctia irene là một loài bướm đêm thuộc phân họ Arctiinae, họ Erebidae.